# André Martín Carrillo Díaz
André Martín Carrillo Díaz (Lima, 14 de juny de 1991) és un futbolista peruà. Juga d'extrem i el seu actual equip és l'Sporting de Lisboa de la Primera Divisió de Portugal.